# Seznam nemških slikarjev
Seznam nemških slikarjev.

## A
- Hans von Aachen (1552 - 1615)
- Marianne Aatz (r. Klein) (1929 -)
- Tomma Abts (1967 -) (nemško-angleška)
- Andreas Achenbach (1815 - 1910)
- Oswald Achenbach (1827 - 1905)
- Max Ackermann (1887 - 1975)
- Albrecht Adam (1786 - 1862)
- Emil Adam (1843 - 1924)
- Franz Adam (1815 - 1886)
- Karl-Heinz Adler (1927 - 2018)
- Christoph Ludwig Agricola (1667 - 1719)
- August Ahlborn (1796 - 1857)
- Friedrich Ahlers-Hestermann (1883 - 1973)
- Max Emanuel Ainmiller (1807 - 1870)
- Anton Albers (1877 - 1915)
- Joseph Albers (1898 - 1976)
- Heinrich Aldegrever (1502 - 1555/61)
- Bill (William) Alexander (1915 - 1997)
- Jakob Alt (1789 - 1872)
- Otmar Alt (1940 -)
- Theodor Alt (1846 - 1937)
- Albrecht Altdorfer (1480 - 1538)
- Alo Altripp (1906 - 1991)
- Christoph Amberger (1505 - 1562)
- Hermann Anschütz (1802 - 1880)
- Horst Antes (1936 -)
- Ulrich Apt (1460 - 1532)
- Georg Arnold-Graboné (1896 - 1982)
- Carl Arp (1867 - 1913)
- Hans Arp (1886 - 1966) (francosko-nemški)
- Cosmas Damian Asam (1686 - 1739)
- Andreas Achenbach (1815 - 1910)
- Oswald Achenbach (1827 - 1905)
- Louis Asher (1804 - 1878)

## B
- Johannes Theodor Baargeld (1892 - 1927)
- Elvira Bach (1951 -)
- Horst Bachmann (1927 - 2007)
- Derick Baegert (1440 - 1515)
- Horst Bahr (1932 - 2012)
- Johann Karl Ulrich Bähr (1801 - 1869)
- Hans Baldung - Grien/Grün (1484 - 1545)
- Carl Bantzer (1857 - 1941)
- Johann Hieronymus Barckhan (1785 - 1865)
- Eduard Bargheer (1901 - 1979)
- Georg Baselitz (Hans-Georg Kern) (1938 -)
- Paul Baum (1859 - 1932)
- Arnold Baur (1869 - 1947)
- Carl Becker (1820 - 1900)
- Willi Baumeister (1889 - 1955)
- Jakob Becker (1810 - 1872)
- Carl Johann Becker-Gundahl (1856 - 1926)
- Curt Georg Becker (1904 - 1972)
- Willy von Beckerath (1868 - 1938)
- Paul Beckert (1856 - 1922)
- Max Beckmann (1884 - 1950)
- Adalbert Begas (1836 - 1888)
- Carl Joseph Begas (1794 - 1854)
- Oskar Begas (1828 - 1883)
- Barthel Beham (1502 - 1540)
- Hans Sebald Beham (1500 - 1550)
- Herbert Behrens-Hangeler (1898 - 1981)
- Franz Joachim Beich (1666 - 1748)
- Hans Bellmer (1902 - 1985) (nemško-francoski)
- Eduard Bendemann (1811 - 1889)
- Siegfried Detlev Bendixen (1786 - 1864)
- Charlotte Berend-Corinth (1880 - 1967)
- Claus Berg (1470 - 1532)
- Werner Berg (1904 - 1981)
- Claus Bergen (1885 - 1964)
- Bernd Berner (1930 - 2002)
- Walter Besig (1869 - 1950)
- Michael Bette (1942 - 2022)
- Joseph Beuys (1921 - 1986)
- Max Bill (1908 - 1994) (švicarsko-nemški)
- Carl (von) Binzer (1824 - 1902)
- Norbert Bisky (1970 -)
- Julius Bissier (1893 - 1965)
- Karl Oskar Blase (1925 - 2016)
- Karl Blechen (1798 - 1840)
- Georg Bleibtreu (1828 - 1892)
- Fritz Bleyl (1880 - 1966)
- Adolf Bock (1890 - 1968)
- Arnold Böcklin (1827 - 1901) (švicarsko-nemški)
- Andreas Bogdain (1959 -)
- Adolf Böhlich (1933 - 2021)
- Hans Bohrdt (1857 - 1945)
- Gerhard Bondzin (1930 - 2014) DDR
- Hendrik van der Borcht starejši (1583 - 1651) (flamsko-nemški)
- Hendrik van der Borcht mlajši (1614 - 1676)
- Francis Bott (1904 - 1998)
- Eugen Bracht (1842 - 1921)
- Peter Brandl (1668 - 1739) (nemško-češki)
- Marianne Brandt (1893 - 1983)
- Albrecht Bräuer (1830 - 1897)
- Heinrich Breling (1849 - 1914)
- KP Brehmer (1938 - 1997)
- Uwe Bremer (1940 -)
- Paul Brockmüller (1864 - 1925)
- Peter Brüning (1929 - 1970)
- Bartholomäus Bruyn starejši (1493–1555)
- Lothar-Günther Buchheim (1918 - 2007)
- Rudolf Bunk (1908 - 1974) (nemško-hrvaški)
- Paul Bürde (1830 - 1874)
- Anton Burger (1824 - 1905)
- Hans Burgkmair (1473 - 1531)
- Wilhelm Busch (1832 - 1908)
- Erich Büttner (1889 - 1936)
- Werner Büttner (1954 -)

## C
- Alexander Camaro (1901 - 1992)
- Julius Schnorr von Carolsfeld (1794 - 1872)
- Asmus Jacob Carstens (1754 - 1798) (dansko-nemški)
- Carl Gustav Carus (1789 - 1869)
- Franz Ludwig Catel (1778 - 1856)
- Rolf Cavael (1898 - 1979)
- Daniel Chodowiecki (1726 - 1801) (poljsko-nemški)
- Lovis Corinth (1858 - 1925)
- Peter von Cornelius (1783/4 - 1867)
- Ludwig des Coudres (1820 - 1878)
- Lucas Cranach starejši (1472 - 1553)
- Lucas Cranach mlajši (1515 - 1586)
- Charles Crodel (1894 - 1973)
- Georg Heinrich Crola (1804 - 1879)

## D
- Fritz Dähn (1908 - 1980) (DDR)
- Wilhelm von Debschitz (1871 - 1948)
- Franz Defregger (1835 - 1921) (tirolsko/avstrijsko-nemški/bavarski)
- Ernst Deger (1809 - 1885)
- Balthasar Denner (1685 - 1749)
- Gustav Deppe (1913 - 1999)
- Ugo Dettman (1950 -)
- Walter Dexel (1890 - 1973)
- Karl Wilhelm Diefenbach (1851 - 1913)
- Jakob Fürchtegott Dielmann (1809 - 1885)
- Albert Christoph Dies (1755 - 1822)
- Anton Dietrich (1833 - 1904)
- Feodor Dietz (1813 - 1870)
- Wilhelm von Diez (1839 - 1907)
- Mathias Dietze
- Ludwig Dill (1848 - 1940)
- Johann Georg von Dillis (1759 - 1841)
- Otto Dix (1891 - 1969)
- Max Doerner (1870 - 1939)
- Theo van Doesburg (1883 - 1931) (niz.-nem.-švic.? Bauhaus)
- Franz Karl Wilhelm Domscheit (lit. Pranas Domšaitis) (prusko-litovski)
- Eugen Dücker (1841 - 1916)
- Albrecht Dürer (1471 - 1528)
- Hans Dürer (1490 - 1538~)

## E
- Konrad Eberhard (1768 - 1859)
- Adam Eberle (1804 - 1832)
- Gustav Eberlein (1847 - 1926)
- Emil Ebers (1807 - 1884)
- Alois Erdelt (1851 - 1911)
- Carl Eggers (1787 - 1863)
- Heinrich Ehmsen (1886 - 1964)
- Curt Ehrhardt (1895 - 1972)
- Andreas Eigner (1801 - 1870)
- Adam Elsheimer (1578 - 1610)
- Edgar Ende (1901 - 1965)
- Hans am Ende (1864 - 1918)
- Edouard von Engerth (1818–1897) (nem.-šlezijsko-avstrijski)
- Barbara Engholm (1940 -)
- Ulrich Erben (1940 -)
- Adolf Erbslöh (1881 - 1947)
- Elisabeth Erdmann-Macke (1888 - 1978)
- Adolf Erhardt (1813 - 1899)
- Erich Erler (1870 - 1946)
- Fritz Erler (1868 - 1940)
- Max Ernst (1891 - 1976)
- Hermann Eschke (1823 - 1900)
- Oscar Eschke (1851 - 1892) (nem.-ameriški)
- Richard Eschke (1859 - 1944)
- Julius Exter (1863 - 1939)

## F
- Hanns Fechner (1860—1931)
- Werner Fechner (1892—1973)
- Jakob Wilhelm Fehrle (1884 - 1974)
- Lyonel Feininger (1871 - 1956) (nem.-ameriški)
- Wilhelm Feldmann (1859 - 1932)
- Conrad Felixmüller (1897 - 1977)
- Anselm Feuerbach (1829 - 1880)
- Johann Georg Fischer (1580 - 1643)
- Konrad Fischer (Konrad Lueg) (1939 - 1996)
- Otto Fischer (1870 - 1947)
- Albert Flamm (1823 - 1906)
- Georg Flegel (1566 - 1638)
- Carl Philipp Fohr (1895 - 1818)
- Philipp Foltz (1805 - 1877)
- Günther Förg (1952 - 2013)
- Willi Foerster (1892 - 1965)
- Wieland Förster (1930 -)
- Philipp Franck (1860 - 1944)
- Otto Freundlich (1878 - 1943)
- Hannah Kosnick-Kloss Jeanne Freundlich, Hannah Freundlich
- Caspar David Friedrich (1774 - 1840)
- Christian Frosch (1968 -)
- Heinrich Füger (1851 - 1818)
- Xaver Fuhr (1898 - 1973)

## G
- Friedrich Gärtner (1824 - 1905)
- Winfred Gaul (1928 - 2003)
- Nikolaus Geiger (1849 - 1897)
- Jakob Gensler (1808 - 1845)
- Isa Genzken? (1948 -)
- Ida Gerhardi (1862 - 1927)
- Eduard Gerhardt (1813 - 1888)
- Christian Friedrich Gille (1805 - 1899)
- Werner Gilles (1894 - 1961)
- Julius E. F. Gipkens (1883 - 1968)
- Raimund Girke (1930 - 2002)
- Erich Glette (1896 - 1980)
- Johann Gottlieb Glume (1711 - 1778)
- Hermann Mayer Salomon Goldschmidt (1802 – 1866)
- Paul Gösch (1885 - 1940)
- Karl Otto Götz (1914 - 2017)
- Carl Götzloff (1799 - 1866)
- Gustav Graef (1821 - 1895)
- Ernst H. Graeser (1884 - 1944)
- August Grahl (1791 - 1868)
- Günter Grass (1927 - 2015)
- Gotthard Graubner (1930 - 2013)
- Josef Heinrich Grebing (1879 - 1940)
- Otto Greiner (1869 - 1916)
- Otto Griebel (1895 - 1972)
- HAP Grieshaber (1909 - 1981)
- George Grosz (1893 - 1959)
- Hans Grundig (1901 - 1958)
- Lea Grundig (r. Langer) (1906 - 1977)
- Emil Otto Grundmann (1844 - 1890)
- Matthias Grünewald (Mathis Gothard Nithart) (~1475/80 - 1528)
- Johannes Grützke (1937 - 2017)
- Edward von Grützner (1846 - 1925)
- Louis Gurlitt (1812 - 1897)
- Karl Gussow (1843 - 1907)

## H
- Paul Haase (1873 - 1925)
- Hugo von Habermann (1849 - 1929)
- Jacob Philipp Hackert (1737 - 1807)
- Gabriel von Hackl (1843 - 1926) (r. v Mariboru)
- Walter Haeckel (Walter Ernst Huschke-Haeckel) (1868 - 1939)
- Otto Herbert Hajek (1927 - 2005) (češko-nemški)
- Franz Hanfstaengl (1804 - 1877)
- Kristijan Henrik Hanson (1790 - 1863) (nem.-slov.)
- Johann Oswald Harms (1643 - 1708)
- Hans Hartung (1904 - 1989) (nemško-francosko-špan.)
- Hans Hassenteufel (1887 - 1943)
- Max Haushofer (1811 - 1866)
- Elias Gottlob Haussmann (1695 - 1774)
- Florian Havemann (1952 -)
- Christoph Hawich (1792 - 1848)
- Jakob Hawich (1719 - 1780)
- Stephan Hawich (1753 - 1827)
- Hans von Hayek (1869 - 1940) (avstrijsko-nemški)
- Erich Heckel (1883 - 1970)
- Wilhelm Heckrott (1890 - 1964)
- Marta Hegemann (1894 - 1970)
- Horst Heinen (1927 - 2001)
- Johann Georg Heinsch (1647 - 1712)
- Johann Julius Heinsius (1740 - 1812)
- Bernhard Heisig (1925 - 2011)
- Dörte (Dorothea) Helm-Heise (1898 - 1941)
- Johann Jakob Herkomer (1652 - 1717)
- Friedrich Herlin (1425/30 - 1500)
- Rudolf Hermanns (1860–1935)
- Andrej Janez Herrlein (1738 - 1817) (nem.-slov.)
- Ludwig Herterich (1856 - 1932)
- Hermann Ottomar Herzog (1831 - 1932) (nem.-ameriški)
- Peter von Hess (1792 - 1871)
- Philipp Friedrich von Hetsch (1758 - 1838)
- Werner Heuser (1880 - 1964)
- Paul Hey (1867 - 1952)
- Moritz Heymann (1870 - 1937?)
- Ernst Hildebrand (1833 - 1924)
- Eduard Hildebrandt (1818 - 1868)
- Theodor Hildebrandt (1804 - 1874)
- Josef Hillerbrandt (arhitekt, oblikovalec, slikar ...)
- Rudolf Hirth du Frênes (1846 - 1916)
- Dora Hitz (1856 - 1924) (nem.-romun.-fr.)
- Hannah Höch (1889 - 1978)
- Gerhard Hoehme (1920 - 1989)
- Heinrich Hoerle (1895 - 1936)
- Angelika Hoerle (1899 - 1923)
- Bernhard Hoetger (1874 - 1949)
- Karl Hofer (1878 - 1955)
- Hans Hofmann (1880 - 1966)
- Ludwig von Hofmann (1861 - 1945)
- Adolfo Hohenstein (1854 - 1928)
- Hans Holbein starejši (1465 - 1524)
- Hans Holbein mlajši (1497 - 1543)
- Adolf Hölzel (1853 - 1934)
- Heinrich Hoerle (1895 - 1936)
- Conrad Hommel (1883 - 1971)
- Günter Horn (1935 -)
- Karl Hubbuch (1891 - 1979)
- Jakob Wilhelm Hüber (1787 - 1871)
- Julius Hübner (1806 - 1882)

## I
- Johann Eberhard Ihle (1727 - 1814)
- Jörg Immendorff (1945 - 2007)
- Johannes Itten (1888 - 1967) (Švicar: Bauhaus)
- Franz Ittenbach (1813 - 1879)

## J
- Paul Emil Jacobs (1802 - 1866)
- Ferdinand Jagemann (1780 - 1820)
- Angelo Jank (1868 - 1940)
- Peter Janssen (1844 - 1908)
- Oda Jaune (1979 -)
- Aleksej Javlenski (Alexej von Jawlensky) (1864 - 1941) (rusko-nemški)
- Rudolf Jordan (1810 - 1887)

## K
- Johann Matthias Kager (1566 - 1634)
- Eugen von Kahler (1882 - 1911)
- Leopold (Karl Walter) von Kalckreuth (1855 - 1928)
- Peter Kampehl (1947 -)
- Arthur Kampf (1864 - 1950)
- Vasilij Kandinski (1866 - 1944) (rusko-nemški...)
- Alexander Kanoldt (1881 - 1939)
- Friedrich von Kaulbach (1822 - 1903)
- Friedrich August von Kaulbach (1850 - 1920)
- Hermann von Kaulbach (1846 - 1909)
- Wilhelm von Kaulbach (1805 - 1874)
- Max Kaus (1891 - 1977)
- Peter Robert Keil (1942 -)
- Albert von Keller (1844 - 1920) (švic.-nem.)
- Ferdinand (von) Keller (1842 – 1922)
- George Kenner (1888 – 1971)
- Friedrich Georg Kersting (1785 - 1847)
- Peter van Kessel (? - 1668) (flamsko-nemški)
- Anselm Kiefer (1945 -)
- Martin Kippenberger (1953 - 1997)
- Ernst Ludwig Kirchner (1880 - 1938)
- Konrad Klapheck (1935 -)
- Peter Klasen (1935 -) (nem.-franc.)
- Paul Klee (1879 - 1940) (švicarsko-nemški)
- Astrid Klein (1951 -)
- Walther Klemm (1883 - 1957)
- Leo von Klenze (1784 - 1864)
- Max Klinger (1857 - 1920)
- Joseph Knabl (1819 - 1881)
- Ludwig Knaus (1829 - 1910)
- Christoph Heinrich Kniep (1755 - 1825)
- Otto Knille (1832 - 1898)
- Heinrich Knirr (1862 - 1944) (Hitlerjev portret)
- Imi (Klaus Wolf) Knoebel (1940 -)
- Georg Wenzeslaus von Knobelsdorff (1699 - 1753)
- Martin Knoller (1725 - 1804)
- Ferdinand Kobell (1740 - 1799)
- Wilhelm von Kobell (1766 - 1853)
- Ernst Koerner (1846 - 1927)
- Heinrich Christoph Kolbe (1771 - 1836)
- Louis Kolitz (1845 - 1914)
- Käthe Kollwitz (1867 - 1945)
- Leo von König (1871 - 1944)
- Jeanne Kosnick-Kloss (1892 - 1966) (nem.-fr.) Hannah Kosni(c)k-Kloss, Jeanne/Hannah Freundlich
- Georg Melchior Kraus (1737 - 1806)
- Hugo Krayn (1885 - 1919)
- Heinz Kreutz (1923 - 2016)
- Hans Kreuzer (1911 - 1988)
- Franz Krüger ("Pferde-Krüger") (1797 - 1857)
- Gotthardt Kuehl (1850 - 1915)
- Gerhard von Kügelgen (1772 - 1820)
- Hans von Kulmbach (1480 - 1522)
- Heinz-Karl Kummer (1920 - 1987)

## L
- Wilhelm Laage (1868 - 1930)
- Siegmund Lachenwitz (1820 - 1868)
- Curt Lahs (1893 - 1958)
- Peter Martin Lampel (1894 - 1965)
- Christian Landenberger (1862 - 1927)
- Werner Laux (1902 - 1975)
- Henni (Henriette) Lehmann (1862 - 1937)
- Wilhelm Leibl (1844 - 1900)
- Walter Leistikow (1865 - 1908)
- Franz von Lenbach (1836 - 1904)
- Jean Leppien (1910 - 1991) (nemško-francoski)
- Reinhold Lepsius (1857 - 1922)
- Sabine Lepsius (r. Graef) (1864 - 1942)
- Gertrud Lerbs-Bernecker (1902 - 1968)
- Karl Friedrich Lessing (1808 - 1880)
- August Leu (1818 - 1897)
- Julo Levin (1901 - 1943) (judovskega rodu)
- Rudolf Levy (1875 - 1944) (judovskega rodu)
- Max Liebermann (1847 - 1935) (judovskega rodu)
- Adolf Heinrich Lier (1826 - 1882)
- Eduard Lind (1827-1904) (mdr. v Mb)
- Wilhelm Lindenschmit starejši (1806 - 1848)
- Wilhelm Lindenschmit mlajši (1829 - 1895)
- Richard Lindner (1901 - 1978)
- Otto Theodore Gustav Lingner (1856 - 1917)
- Johann Liss (1590/97 - 1627/31)
- Stefan Lochner (~1410 - 1451)
- Käthe Loewenthal (1878 - 1942)
- Ludwig von Löfftz (1845 - 1910)
- Carl Lohse (1895 - 1965)
- Heinrich Lossow (1843 - 1897)
- Johann Carl Loth (1632 - 1698) (Carlotto) (nemško-beneški)
- Rosa Loy (1958 -)
- Wilhelm Löwith (1861 - 1932) (avstr.-nem.)
- Markus Lüpertz (1941 -)

## M
- August Macke (1887 - 1914)
- Fritz Mackensen (1866 - 1953)
- Eduard Magnus (1799 - 1872)
- Joseph Willibrord Mähler (1778 - 1860)
- Marie von Malachowski-Nauen (1880 - 1943)
- Oskar Manigk (1934 -)
- Franz Marc (1880 - 1916)
- Maria Marc (r. Franck) (1876 - 1955)
- Hans von Marées (1837 - 1887)
- Carl von Marr (1858 - 1936)
- Jacob Marrel (1613/14 - 1681)
- Johannes Martini (1866 - 1935)
- Ewald Mataré (1887 - 1965)
- Gabriel Max (1840 - 1915) (češ.-nem.)
- Peter Max (1937 -)
- Friedrich Matthäi (1777 - 1845)
- Wolfgang Mattheuer (1927 - 2004)
- Helga Matura (1933 - 1966)
- Hubert Maurer (1738 - 1818) (nem.-avstr.)
- Johann Ulrich Mayr (1629 - 1704)
- Jonathan Meese (1970 -)
- Hans Meid (1883 - 1957)
- Georg Meistermann (1911 - 1990)
- Anton Raphael Mengs (1728 - 1779)
- Carlo Mense (1886 - 1965)
- Adolph von Menzel (1815 - 1905)
- Maria Sibylla Merian (1647 - 1717)
- Hanns Hubertus Graf von Merveldt (1901 - 1969)
- Pius Ferdinand Messerschmitt (1858 - 1915)
- Harald Metzkes (1929 -)
- Otto Modersohn (1865 - 1943)
- Paula Modersohn-Becker (1876 - 1907)
- Arno Mohr (1910 - 2001)
- Oskar Moll (1875 - 1947)
- Johannes Molzahn (1892 - 1965)
- Gottlob Wilhelm Morff (1771 - 1857)
- Carl Ernst Morgenstern (1847 - 1928)
- Christian Morgenstern (1805 - 1867)
- Michael Morgner (1942 -)
- Sabine Moritz (1969 -)
- Lukas Moser (1390 - 1434)
- El(sa) Muche (Elsa Franke) (1901 - 1980)
- Georg Muche (1895 - 1987)
- Heinrich Karl Anton Mücke (1806 - 1891)
- Armin Mueller-Stahl (1930 -)
- Otto Mueller/Müller (1874 - 1930)
- Otto Müller (1898 - 1979)
- Georg Müller-Breslau (1856 - 1911)
- Johann Georg Müller (1913 - 1986)
- Oskar Mulley (1891 - 1949) (avstrijsko-nemški)
- Hans Multscher (~1400 - 1467)
- Gabriele Münter (1877 - 1962)

## N
- Arno Nadel (1878 - 1943)
- Hans Nadler (1879 - 1958)
- Gustav Heinrich Naecke (1785 - 1835)
- Otto Nagel (1894 - 1967)
- Heinrich Nauen (1880 - 1940)
- Friedrich Gotthard Naumann (1750 - 1821)
- Ernst Wilhelm Nay (1902 - 1968)
- Oskar Nerlinger (1893 - 1969)
- Friedrich Nerly (1807 - 1878)
- Rolf Nesch (1893 - 1975)
- Adolf Niesmann (1899 - 1990)
- Emil Nolde (1867 - 1956)
- Adolph Northen (1828 - 1876)
- Bernt Notke (1435 - 1509)
- Felix Nussbaum (1904 - 1944)

## O
- Polde Oblak (1931 - 2020) (slovensko-nemški)
- Albert Oehlen (1954 -)
- Markus Oehlen (1956 -)
- Jan Oeltjen (1880 - 1960) (nemško-slovenski)
- Richard Oelze (1900 - 1980)
- Adam Friedrich Oeser (1717 - 1799)
- Hans Olde (1855 - 1917)
- Friedrich von Olivier (1791 - 1859)
- Moritz Daniel Oppenheim (1800 - 1882)
- Ernst Oppler (1867 - 1929)
- Emil Orlík (1870 - 1932) (češko-nemški)
- Jürgen Ovens (1623 - 1678)
- (Johann) Friedrich Overbeck (1789 - 1869)
- Fritz Overbeck (1869 - 1909)
- Hermine Overbeck-Rohte (1869 - 1937)

## P
- Bernhard Pankok (1872 - 1943)
- Otto Pankok (1893 - 1966)
- Ronald Paris (1933 - 2021)
- Max Pechstein (1881 - 1955)
- Werner Peiner (1897 - 1984)
- A. R. Penck (Ralf Winkler) (1939 - 2017)
- Georg Pencz (~1500 - 1550)
- Georg Karl Pfahler (1926 - 2002)
- Lucas Conrad Pfanzelt (1716 - 1788)
- Franz Pforr (1788 - 1812)
- Johann Georg Pforr (1745 - 1798)
- Otto Piene (1928 - 2014)
- Karl (Carl Theodor) von Piloty (1826 - 1886)
- Otto Pippel (1878 - 1960)
- Hans Pleydenwurff (~1420 - 1472)
- Wilhelm Pleydenwurff (1460 - 1494)
- Hans Poelzig (1869 - 1936)
- Jan Polack (1435 - 1519)
- Sigmar Polke (1941 - 2010)
- Johann Justin Preissler (1698 - 1771)
- Hermann Prell (1854 - 1922)
- Friedrich Preller starejši (1804 - 1878)
- Friedrich Preller mlajši (1838 - 1901)
- Ernest Preyer (1842 - 1917)
- Hans Purrmann (1880 - 1966)

## Q
- Domenico Quaglio mlajši (1887 - 1837)
- Curt Querner (1904 - 1976)

## R
- Johann Leonhard Raab (1825 - 1899)
- Anton Räderscheidt (1892 - 1970)
- Franz Radziwill (1895 - 1983)
- Johann Heinrich Ramberg (1763 - 1840)
- Johann Anton Ramboux (1790 - 1866)
- Jerg Ratgeb (~1480 - 1526)
- Neo Rauch (1960 -)
- Karl Raupp (1837 - 1918)
- Leonhard Rausch (1813 - 1895)
- Ferdinand von Rayski (1806 - 1890)
- Anita Rée (1885 - 1933)
- Theodor Rehbenitz (1791 - 1861)
- Carl Theodor Reiffenstein (1820 - 1893)
- Johann Christian Reinhart (1761 - 1847)
- Alfred Rethel (1816 - 1859)
- Adolf Rettelbusch (1858 - 1934)
- Armin Reumann (1889 - 1952)
- Fanny zu Reventlow (1871 - 1918)
- Adrian Ludwig Richter (1803 - 1884)
- Daniel Richter (1962 -)
- Gerhard Richter (1932 -)
- Hans Richter (1888 - 1976)
- Johann Elias Ridinger (1698 - 1767)
- Richard Riemerschmid (1868 - 1957)
- Johann Christoph Rincklake (1764 - 1813)
- Arno Rink (1940 - 2017)
- Otto Ritschl (1885 - 1976)
- Lorenz Ritter (1832 - 1921)
- Paul Ritter (1829 - 1907)
- Hermen Rode (~1468 ~1504)
- Ottilie Roederstein (1859 - 1937) (švicarsko-nemška)
- Christian Rohlfs (1849 - 1938)
- Johann Melchior Roos (1663 - 1731)
- Robert Cyriac Rore (1954 -)
- Diter Rot (Dieter Roth) (1930 - 1998) (nemško-švicarski)
- Hans Rottenhammer (1564 - 1625)
- Johann Rottmayr (1654 - 1730) (nemško-avstrijski)
- Christian Ruben (1805 - 1875) (nemško-avstrijski)
- Wilhelm Rudolph (1889 - 1982)
- Johann Moritz Rugendas (1802 - 1858)
- Philipp Otto Runge (1777 - 1810)
- Ferdinand Runk (1764 - 1834)

## S
- Ernst Sagewka (1883 - 1959)
- Carl Saltzmann (1847 - 1923)
- Joachim von Sandrart (1606 - 1688)
- Christian Schad (1894 - 1982)
- Georg Paul Schad / Paul Schad-Rossa (1862 – 1916)
- Felix Schadow (1819 - 1861)
- Friedrich Wilhelm Schadow (1789 - 1862)
- Albert Schamoni (1906 - 1945)
- Thomas Scheibitz (1968 -)
- Johann Eleazar Schenau (1737 - 1806)
- Hinnerk Scheper (1897–1957)
- Lou (Hermine Luise) Scheper-Berkenkamp (1901 - 1976)
- Galka Scheyer (1889 - 1945) (nemško-ameriška)
- Rudolf Schick (1840 - 1887)
- Julia Schily-Koppers (1855 - 1944)
- Karl Friedrich Schinkel (1781 - 1841)
- Johann Wilhelm Schirmer (1807 - 1863)
- Wilhelm Schirmer (1802 - 1866)
- Eduard Schleich (1812 - 1874)
- Oskar Schlemmer (1888 - 1943)
- Rudolf Schlichter (1890 - 1955)
- Hans-Jürgen Schlieker (1924 - 2004)
- Eberhard Schlotter (1921 - 2014)
- Johann Joseph Schmeller (1796 - 1841)
- Ludwig Schmid-Reutte (1863 - 1909)
- Karl Schmidt-Rotluff (1884 - 1976)
- Herbert Schmidt-Walter (1904 - 1980)
- Julius Schnorr von Carolsfeld (1794 - 1872)
- Marie Schnür (1869 - 1918)
- Johann Heinrich Schönfeld (1609 - 1682/84~)
- Martin Schongauer (1448 - 1491)
- Johann Schraudolph (1808 - 1879)
- Claudius Schraudolph (1843 - 1902)
- Adolf Schreyer (1828 - 1899)
- Johann Wilhelm Schirmer (1807 - 1863)
- Werner Schreib (1925 - 1969)
- Wilhelm Schreuer (1866 - 1933)
- Johann Wilhelm Schirmer (1807 - 1863)
- Georg Schrimpf (1889 - 1938)
- Adolf Schrödter (1805 - 1875)
- Bernard Schultze (1915 - 2005)
- Ursula Schultze-Bluhm (1921 - 1999)
- Emil Schumacher (1912 - 1999)
- Ernst Schurth (1848 - 1910)
- Lieselotte Schwarz (1930 - 2003)
- Christine Schwarz-Thiersch (1908 - 1992) (nemško-švicarska)
- Moritz von Schwind (1804 - 1871)
- Kurt Schwitters (1887 - 1948)
- Adolf Seel (1829 - 1907)
- Johann Baptist Seele (1774 - 1814)
- Richard Seewald (1889 - 1976)
- Alexander Maximilian Seitz (1811 - 1888)
- Franz Wilhelm Seiwert (1894 - 1933)
- Theodor G. Sellner (1947 -) (vizualni umetnik)
- Joseph Anton Settegast (1813 - 1890)
- Julius Seyler (1873 - 1955)
- Willi Sitte (1921 - 2013)
- Fritz Skade (1898 - 1971)
- Maria Slavona ("Marie Dorette Carol. Schorer") (1865 - 1931)
- Max Slevogt (1868 - 1932)
- Conrad von Soest (1370 - 1422)
- Karl Ferdinand Sohn (1805 - 1867)
- Michael Sowa (1945 -)
- Willy Spatz (1861 - 1931)
- Johann Sperl (1840 - 1914)
- Christian Speyer (1855 - 1929)
- Eugen Spiro (1874 - 1972) (nem.-ameriški)
- Carl Spitzweg (1808 - 1885)
- Hermann Stahl (1908 - 1998)
- Carl/Karl Steffeck (1818 - 1890)
- Kate Steinitz (1889 - 1975) (nemško-ameriška)
- Gerhard Stengel (1915 - 2001)
- Joseph Karl Stieler (1781 - 1858)
- Robert Sterl (1867 - 1932)
- Hermann Stilke (1803 - 1860)
- Gunta Stölzl (1897 - 1983) (nem.-švicar. tekstilna umetnica)
- Willy Stöwer (1864 - 1931)
- Bernhard Strigel (1461 - 1528)
- Bartholomeus Strobel (1591 - 1647) (nem.-polj.)
- Franz von Stuck (1863 - 1928)
- Florian Süssmayr (1963 -)

## T
- Norbert Tadeusz (1940 - 2011)
- Franz Werner von Tamm (1658 - 1724)
- Heinz Tetzner (1920 - 2007)
- Johann Alexander Thiele (1685 - 1752)
- Fred Thieler (1916 - 1999)
- Friedrich von Thiersch (1852 - 1921)
- Ludwig Thiersch (1825 - 1909)
- Hans Thoma (1839 - 1924)
- Anton Wilhelm Tischbein (1730 - 1804)
- Johann Friedrich August Tischbein (1750 - 1812)
- Johann Heinrich Tischbein star. (1722 - 1789)
- Johann Heinrich Wilhelm Tischbein (1751 - 1829) ("Goethe-Tischbein")
- Valentin Tischbein (1715 - 1767)
- Ernst Toepfer (1877 - 1955)
- Wolf Traut (1486 - 1520)
- Michael Triegel (1968 -)
- Jan Peter Tripp (1945 -)
- Rosemarie Trockel (1952 -) ?
- Wilhelm Trübner (1851 - 1917)
- Werner Tübke (1929 - 2004)
- Herbert Tucholski (1896 - 1984)
- Victor Tuxhorn (1892 - 1964)

## U
- Fritz von Uhde (1848 - 1911)
- Maria Uhden (1892 - 1918)
- Max Unold (1885 - 1964)
- Lesser Ury (1861 - 1931)
- Max Uth (1863 - 1914)
- Adolf Uzarski (1885 - 1970)

## V
- Philipp Veit (1793 - 1877)
- Carl Vinnen (1863 - 1922)
- Christian Leberecht Vogel (1859 - 1816)
- Carl Christian Vogel von Vogelstein (1788 - 1868)
- Heinrich Vogeler (1872 - 1942)
- Mieke Vogeler-Regler (1901 - 1945)
- Adolph Friedrich Vollmer (1806 - 1875)
- Wolf Vostell (1932 - 1998)

## W
- Karl Wilhelm Wach (1787 - 1845)
- Rolf Walther (1940 -)
- Corinne Wasmuht (1964 -)
- Friedrich Wasmann (1805 - 1886)
- Walter Wecus (1893 - 1977)
- Albert Weisgerber (1878 - 1915)
- Emil Rudolf Weiß (1875 - 1942)
- Peter Weiss (1916 - 1982)
- Friedrich Georg Weitsch (1758 - 1828)
- Marianne von Werewkin/Verefkin (Verëvkina) (1860 - 1938) (rusko-nemško-švicarska)
- Achim Werner
- Anton von Werner (1843 - 1915)
- Carl Werner (1808 - 1894)
- Conrad Westpfahl (1891 - 1976)
- Heinrich Wettach (nem.-slov.)?
- Fritz Winter (1905 - 1976)
- Franz Xaver Winterhalter (1805 - 1873)
- Hermann Winterhalter (1808 - 1891)
- Adolf Wissel (1894 - 1973)
- Johann Michael Wittmer (1802 - 1880)
- Konrad Witz (1400 - 1445)
- Karla Woisnitza (1952 -)
- Gustav H. Wolff (1886 - 1934)
- Heinrich Wolff (1875 - 1940)
- Erich Wolfsfeld (1884 - 1956)
- Michael Wolgemut (1434 - 1519)
- Gert Heinrich Wollheim (1894 - 1974)
- Wols (Alfred Otto Wolfgang Schulze) (1913 - 1951)
- Walter Womacka (1925 - 2010)
- Wolf Wondratschek (1943 -)
- Paul Wunderlich (1927 - 2010)
- Noah Wunsch (1970 -)

## Z
- Bartholomäus Zeitbl (1460 - 1519)
- Januarius Zick (1730 - 1797)
- Johannes Zick (1702 - 1762)
- Adolf Ziegler (1892 - 1959)
- Heinrich Zille (1858 - 1929)
- Bernd Zimmer (1948 -)
- Albert Zimmermann (1809 - 1888)
- Johann Baptist Zimmermann (1680 - 1758)
- Mac Zimmermann (1912 - 1995)
- Richard Zimmermann (1820 - 1875)
- Robert Zimmermann (1818 - 1864)
- Thomas Zipp (1966 -)
- Johann Zoffany (1733 - 1810)
- Georg Friedrich Zundel (1875 - 1948)
- Thorsten Zwinger (1962 -)